# 테후르 막 케크트
테후르 막 케크트(Téthur Mac Cecht)는 투어허 데 다넌의 케르마트의 아들이며 다그다의 손자이다. 포들라의 남편이며 에후르 막 쿠일, 케후르 막 그레네의 형제이다.
막 케크트는 두 형제와 함께 루 라와더를 죽여 아버지의 복수를 했다. 삼형제는 공동으로 아르드리의 위에 올랐고, 1년에 한 번씩 돌아가면서 나라를 다스렸다. 삼형제가 공동으로 나라를 다스린 기간은 문헌에 따라 29년이라고도 하고 30년이라고도 한다. 그들은 밀레시안이 도래하기 이전 투어허 데 다넌의 마지막 왕이었다.
| 전임 피어허 막 델바흐 | 에린의 지고왕 (에후르 막 쿠일, 케후르 막 그레네과 공동통치) AFM 기원전 1730년 ~ 기원전 1700년 FFE 기원전 1317년 ~ 기원전 1287년 | 후임 에베르 핀, 에레원 |